# Tabanus jiulianensis
Tabanus jiulianensis är en tvåvingeart som beskrevs av Wang 1985. Tabanus jiulianensis ingår i släktet Tabanus och familjen bromsar. Inga underarter finns listade i Catalogue of Life.